# Tiszta forrás (Vágtázó Csodaszarvas-album)
2006-ban jelent meg a Tiszta forrás, a Vágtázó Csodaszarvas első lemeze, amely a zenekar első három koncertjéről (2005. dec. 5, Petőfi Csarnok, 2006. márc. 18, Körmend, 2006. márc. 14, Petőfi Csarnok) készült válogatás. Az album egyetlen hatalmas időívet fog át az emberré válástól (Végtelen EGY) máig (Vágtázó Himnusz). Kiemelkedő darabjai: „A Zene lakodalma”, amely egy különlegesen hangulatos, improvizatív karácsonyi dal, egybeszőve őseink tündérszép világát a regösénekekkel. A „Végtelen EGY” az öntudat kigyulladásának élményét foglalja egyetlen áradó zenefolyamba. A „Fohász egy lóhoz” egy Mongóliában fennmaradt, valószínűleg hun eredetű, rendkívüli frissességű ének, dallamvilága szervesen összefügg ősi magyar dallamok egész sorával, és valósággal virtuóz énektechnikát igényel. Megrendítően idézi meg a Természettel egybeforrott ember érzésvilágát a „Rég volt”. A bemutatkozó koncertet az ősi eurázsai népzene magyarral rokon darabjainak 30 éves gyűjtőmunkája előzte meg.
Az évtizedek alatt komoly zenei gyűjteményt hoztam létre, összejött egy egész estés zenei anyagom, amit még senki sem ismer, és nem is sejt. Ez olyan, mintha előkerült volna egy 6000 éves őskódex, ami érzésekkel van teleírva, és amik segítségével közvetlenül átélhetjük, hogyan éreztek, éltek a manipulálatlan világban az emberek. Egy részüket felvettem valahonnan, de vannak olyanok is, amelyek a sejtjeim mélyén keresztül születtek a világra. Belső világunk vakító csoda, fénye erősebb a Napnál, ereje delejesebb a matematikai végtelennél. Érzéseink mélyén ott lappang a végtelen magas ég, amit életerőnk emel a magasba szabadságának teljes erejével. Azok az érzéseink, amelyek közvetlenül végtelen belső világalkotó-erőnkből fakadnak, érzésvilágunk természetes részét alkotják, a természetes érzéseket, és ezek táplálják az igazi zenei alkotóerőt. Megismerem, melyik az ősi, igazi zene: ezek álmaimban izzó felkiáltójelek, villámcsapásként tudatják valódiságukat. Az igazi zenét eltemették, de benn, belső világunk mélyén él, úgy, mint a passzív szókincs. De amikor meghalljuk, azonnal felismerjük, hogy ez az, amit időtlen idők óta ismerünk, amit mindig is ismertünk, és így válhat belőle aktív szókincs.
A Petőfi Csarnokban tartott bemutatkozó koncertet többször is műsorára tűzte a DUNA Televízió, és az év legjobb lemezei közé került8. A HangSúly zenei díj szavazásán 2006 legjobb debütáló albumai, legjobb produkciói és legjobb lemezborítói közé jelölték.
A „Tiszta forrás” aranylemezzé vált, és a MAHASZ Top-40-be is felkerült

## Az album dalai
A lemez dalait Grandpierre Atilla írta, kivéve, amelyeknél külön feltüntettük a szerzőket. A „Fohász egy lóhoz” eredeti felvétele megtalálható a „Mongolian Folk Music”, Selected and complied from the 1967 year’s collection by Lajos Vargyas – UNESCO collaboration, Compact disc I, 16. szám, időtartama 0:40 mp
- 1. Végtelen EGY – 15:39
- 2. A Zene lakodalma – 9:38
- 3. Mámoros éji vágtázás – 8:47
- 4. Rég volt – 9:24
- 5. Fohász egy lóhoz (Grandpierre Atilla – Márton Bernadett)– 7:25
- 6. Pótolhatatlan halhatatlanság – 7:30
- 7. Vágtázó Himnusz – 9:10

## Közreműködők
- Grandpierre Attila (ének)
- Benke Félix (csángó dob)
- Bese Botond (kecskeduda)
- Balogh Kálmán (cimbalom)
- Benkő Róbert (bőgő)
- Bolya Mátyás (koboz)
- Geröly Tamás (dob)
- Márton Bernadett (ének)
- Molnár Krisztina (hegedű)
- Róka Szabolcs (koboz)
- Szokolay Dongó Balázs (fúvósok)

Mastering: Válik László (L. V. Hang)

Producer: Hollókői Lajos (Fonó Budai Zeneház)

Kiadvány manager: Rácz Mihály

Grafika: Dobi Gábor